# 119 (liczba)
119 (sto dziewiętnaście) – liczba naturalna następująca po 118 i poprzedzająca 120.

## W matematyce
- 119 jest liczbą bezkwadratową[1]
- 119 jest liczbą Perrina[2]
- 119 jest sumą pięciu kolejnych liczb pierwszych (17 + 19 + 23 + 29 + 31)
- 119 jest palindromem liczbowym, czyli może być czytana w obu kierunkach, w pozycyjnym systemie liczbowym o bazie 5 (434) oraz bazie 16 (77)
- 119 należy do pięciu trójek pitagorejskich (56, 105, 119), (119, 120, 169), (119, 408, 425), (119, 1008, 1015), (119, 7080, 7081).

## W nauce
- liczba atomowa ununennu (niezsyntetyzowany pierwiastek chemiczny)
- galaktyka NGC 119
- planetoida (119) Althaea
- kometa krótkookresowa 119P/Parker-Hartley

## W kalendarzu
119. dniem w roku jest 29 kwietnia (w latach przestępnych jest to 28 kwietnia). Zobacz też co wydarzyło się w roku 119, oraz w roku 119 p.n.e.